# Little Italy (San Diego)
Pour les articles homonymes, voir Little Italy.
Little Italy est un quartier de San Diego, en Californie. Il tient son nom d'une communauté de pêcheurs d'origine italienne qui s'y était installée, après le tremblement de terre de San Francisco en 1906, pour se consacrer principalement au commerce du thon.
En 1996, a été créée la Little Italy Association qui organise notamment des manifestations culturelles, promeut le quartier et maintient ses traditions vivantes.

## Galerie

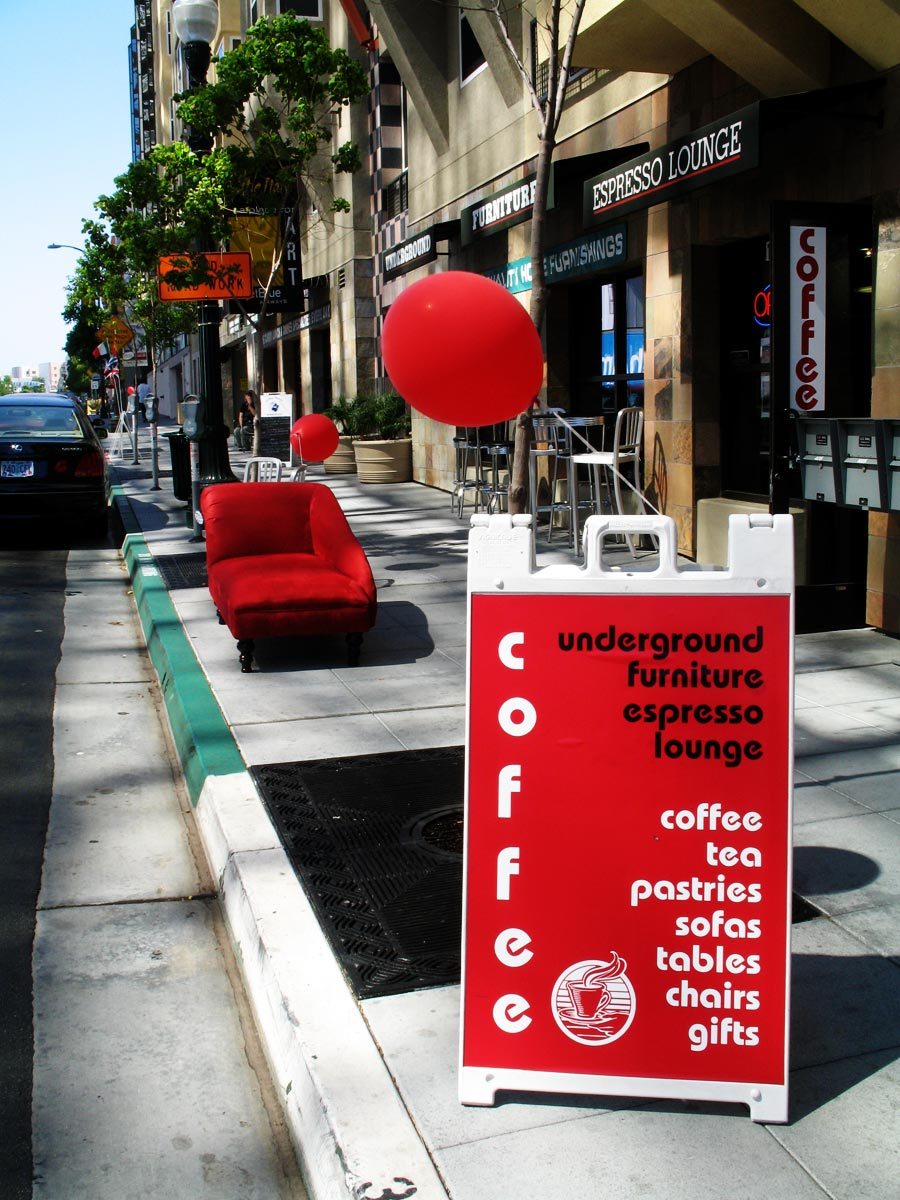
Un café italien.
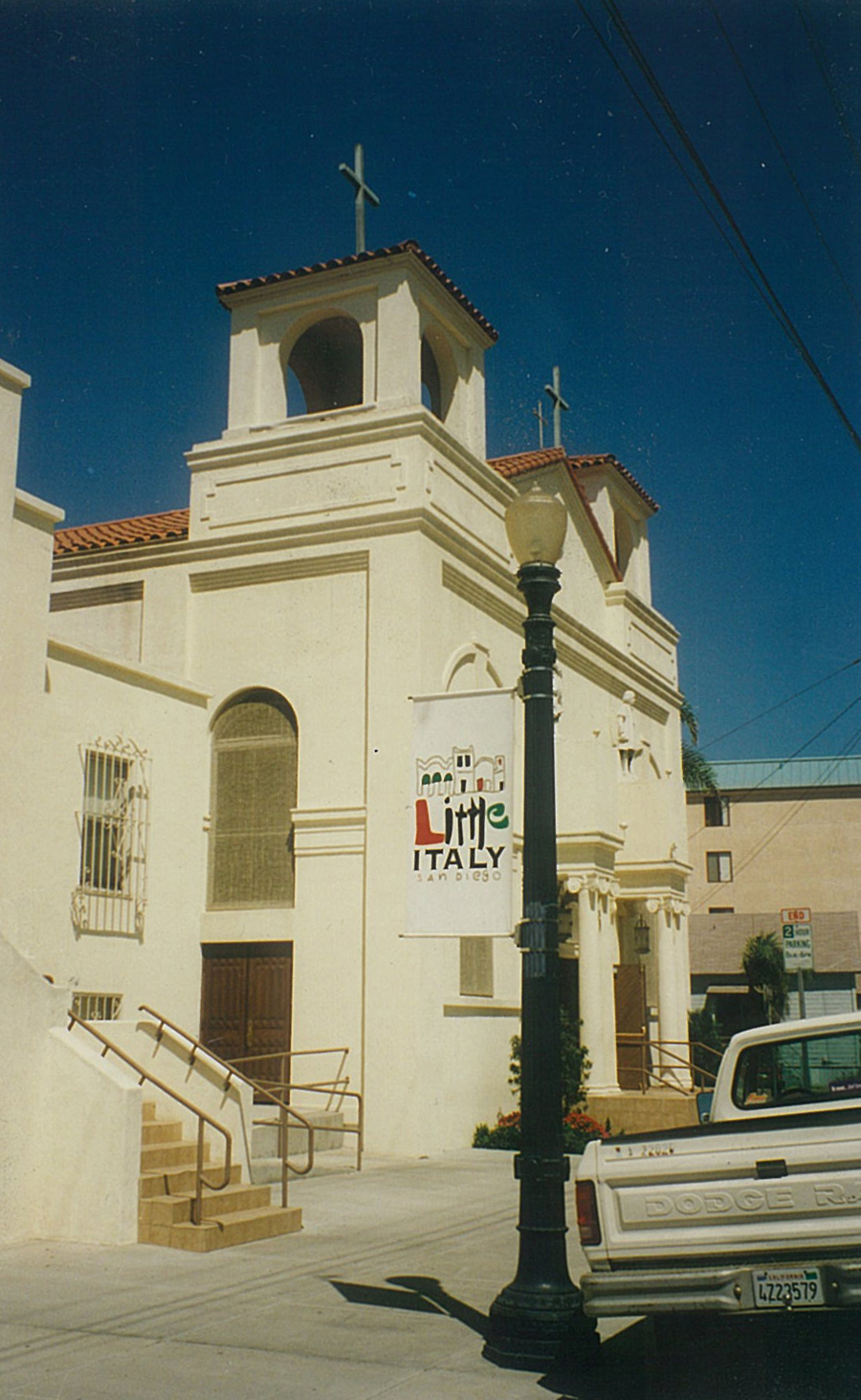
L'église Notre-Dame du Rosaire, administrée par les pères barnabites.